# 4474 Proust
4474 Proust è un asteroide della fascia principale. Scoperto nel 1981, presenta un'orbita caratterizzata da un semiasse maggiore pari a 3,1848845 UA e da un'eccentricità di 0,1682187, inclinata di 2,05201° rispetto all'eclittica.
Il nome dell'asteroide è un omaggio allo scrittore francese Marcel Proust.